# Séno-Todiam
Ne doit pas être confondu avec Séno-Bosnoré.
Séno-Todiam est une localité située dans le département de Koumbri de la province du Yatenga dans la région Nord au Burkina Faso.

## Santé et éducation
Le centre de soins le plus proche de Séno-Todiam est le centre de santé et de promotion sociale (CSPS) de Koumbri tandis que le centre hospitalier régional (CHR) se trouve à Ouahigouya.
Séno-Todiam possédait une école primaire, désormais fermée.